# Niquelândia
Niquelândia è un comune del Brasile nello Stato del Goiás, parte della mesoregione del Norte Goiano e della microregione di Porangatu.